# Лашиа
Лашиа (груз. ლაშია) — село в Грузии, на территории Ткибульского муниципалитета края (мхаре) Имеретия.

## География
Село находится в западной части Грузии, в долине реки Гвагвана, на расстоянии 16 километров (по прямой) к западо-северо-западу от города Ткибули, административного центра муниципалитета.

## История
Населённый пункт получил статус села 27 сентября 2001 года.

## Население
По результатам официальной переписи населения 2014 года, в Лашии проживало 32 человека (12 мужчин и 20 женщин). В национальной структуре населения грузины составляли 100 %.
| Год  | Население, человек |
| ---- | ------------------ |
| 2002 | 65                 |
| 2014 | ↘ 32               |